# 7-я бронетанковая дивизия (США)
7-я бронетанковая дивизия (англ. 7th Armored Division) — тактическое соединение Армии США, действовавшее в периоды 1942—1945 и 1950—1953 гг.

## Вторая мировая война
Сформирована 1 марта 1942 года в Кэмп-Коккомб, Калифорния.

## Кампании
Кампании, в которых участвовала дивизия: Нормандия (Normandy), Северная Франция (Northern France), Нидерланды (Rhineland), Эльзас — Арденны (Ardennes-Alsace), Центральная Европа (Central Europe).
На Северо-Западном ТВД в 1944—1945 гг.

## Командиры дивизии
- 13.06.1944 — 01.11.1944 — Линдси М. Сильвестр, ген.-майорс
- 01.11.1944 — Роберт У. Хэсбрук (Robert W. Hasbrouck), бригадный генерал, с 04.01.1945 ген.-майор